# GNU locate
A GNU locate egy Unix alkalmazás, mely állományok keresésére szolgál egy állományrendszerből. A keresés egy előre létrehozott adatbázisban történik, ezt az adatbázist az állományokról a updatedb hozza létre. Ez a parancs gyorsabb a find parancsnál, de egy hatásos kereséshez az adatbázis mindig frissítve kell legyen.
A GNU keresés tagja.
Használható még a hálózati állományok indexelésére is.